# Intercosmos 11
Intercosmos 11 fue un satélite artificial científico soviético perteneciente al programa Intercosmos y a la clase de satélites DS (de tipo DS-U3-IK) y lanzado el 17 de mayo de 1974 mediante un cohete Cosmos 3 desde el cosmódromo de Kapustin Yar.

## Objetivos
El objetivo de Intercosmos 11 fue estudiar la radiación solar  en el rango de los rayos X y ultravioleta y su interacción con las capas altas de la atmósfera terrestre.

## Características
El satélite tenía una masa de 400 kg y fue inyectado inicialmente en una órbita con un perigeo de 483 km y un apogeo de 511 km, con una inclinación orbital de 50,6 grados y un periodo de 94,5 minutos.
Intercosmos 11 reentró en la atmósfera el 6 de septiembre de 1979.

## Resultados científicos
Intercosmos 11 obtuvo datos sobre la polarización de rayos X solares durante varias erupciones solares. También se estudió el comportamiento del cohete portador en órbita, hasta dos años después de haber sido lanzado.